# Slavné nohy
Slavné nohy je kniha encyklopedického charakteru, jejímž autorem byl sportovní redaktor Zdeněk Šálek v roce 1980. Jedná se o encyklopedii československých fotbalových reprezentantů.

## Data o knize
Knihu napsal tehdy sportovní redaktor časopisu Mladý svět Zdeněk Šálek. Byla vydána roku 1980 nakladatelstvím Práce v jejich edici Kamarád a na vydání Mladý svět spolupracoval. Vytištěna byla v nákladu 100 500 výtisků v Jihočeské tiskárně v Českých Budějovicích. Brožovaná publikace se zelenou obálkou má 264 stran, stála 30 Kčs. Na zadní obálce je krátký životopis autora.

## Členění obsahu
- Na počátku je 18 celostránkových černobílých nekvalitních fotografií z fotbalového prostředí s popisky.
- Pak je předmluva autora z prosince 1979 o vzniku a poslání knihy.
- Třetí část knihy je věnována výčtu reprezentačních fotbalových utkání z období let 1920 až 1979 s mnoha podrobnostmi
- Čtvrtá část pod názvem „Jak přicházeli pro dres s lvíčkem“ je věnována jednotlivým fotbalovým reprezentantům. Nejsou vedeni abecedně, ale podle let, v nichž poprvé reprezentovali. Jsou uvedeny kluby, kde hráli, hráčské úspěchy v klubech i reprezentaci. Výčet zahrnuje 488 hráčů.
- Pátá část knihy je věnována doprovodným informacím, hodnocením, různým nej..
- Šestá je abecední seznam hráčů
- V závěru knihy je obsah a tiráž.

## Pokračování
Bratři Šálkové později napsali a vydali knihu Slavné nohy pokračují.